# Радченское
Радченское — село в Богучарском районе Воронежской области. Административный центр Радченского сельского поселения.

## География
Расположено на правом берегу р. Левая Богучарка в 18 км от Богучара.

### Улицы
| - ул. 50 лет Победы, - ул. Буденного, - ул. Водопьянова, - ул. Володарского, - ул. Воробьева, - ул. Горького, - ул. Демьяна Бедного, - ул. Карла Маркса, | - ул. Малаховского, - ул. Мира, - ул. Молодёжная, - ул. Пролетарская, - ул. Пугачева, - ул. Советская, - ул. Чапаева, | - пер. Нагорный, - пер. Островского, - пер. Пушкина, - пер. Тенистый, - пер. Транспортный, - пер. Чехова, - пер. Шевченко, - пер. Школьный. |

## Население
| 1859 | 1897  | 2000  | 2005  | 2010  |
| ---- | ----- | ----- | ----- | ----- |
| 2528 | ↗3394 | ↘1243 | ↘1209 | ↘1175 |

## История
Возникло в середине XVIII века, как хутор Красноженова, сюда переселялись казаки-украинцы из Полтавской, Черниговской и Харьковской губернии. После строительства церкви в 1800 году, получает статус села. Советская власть установлена в феврале 1918 года. Создана коммуна «Прогресс», а в 1929 году колхоз «Путь к социализму». В 1935 году переименовано в Радченское в честь комиссара 40 — й Богучарской стрелковой дивизии А. П. Радченко. С 1935 г. по 1956 г. центр Радченского района Воронежской, затем Каменской области.